# Liste der Monuments historiques in Aulnay (Charente-Maritime)
Die Liste der Monuments historiques in Aulnay (Charente-Maritime) führt die Monuments historiques in der französischen Gemeinde Aulnay auf.

## Liste der Bauwerke
| Bezeichnung       | Beschreibung              | Standort                 | Kennzeichnung | Schutzstatus | Datum | Bild           |
| ----------------- | ------------------------- | ------------------------ | ------------- | ------------ | ----- | -------------- |
| Burg              | Erbaut im 13. Jahrhundert | (Lage)                   | PA00104602    | Inscrit      | 1925  | weitere Bilder |
| Friedhofskreuz    | Erbaut im 14. Jahrhundert | (Lage)                   | PA00104603    | Inscrit      | 1929  | weitere Bilder |
| Kirche Notre-Dame | Erbaut im 12. Jahrhundert | Salles-lès-Aulnay (Lage) | PA00104604    | Classé       | 1913  | weitere Bilder |
| Kirche St-Pierre  | Erbaut im 12. Jahrhundert | (Lage)                   | PA00104605    | Classé       | 1840  | weitere Bilder |

## Liste der Objekte

### KircheSt-Pierre
| Bezeichnung                                 | Beschreibung           | Standort | Kennzeichnung | Schutzstatus | Datum | Bild           |
| ------------------------------------------- | ---------------------- | -------- | ------------- | ------------ | ----- | -------------- |
| Weihwasserbecken                            | Stein, 12. Jahrhundert | (Lage)   | PM17000029    | Classé       | 1922  | weitere Bilder |
| Skulptur des Apostels Petrus als Papst      | Stein, 12. Jahrhundert | (Lage)   | PM17000030    | Classé       | 1922  |                |
| Gemälde Christus unter den Schriftgelehrten | 17. Jahrhundert        | (Lage)   | PM17000031    | Classé       | 1961  |                |

### Kirche Notre-Dame
| Bezeichnung | Beschreibung           | Standort                 | Kennzeichnung | Schutzstatus | Datum | Bild           |
| ----------- | ---------------------- | ------------------------ | ------------- | ------------ | ----- | -------------- |
| Taufbecken  | Stein, 12. Jahrhundert | Salles-lès-Aulnay (Lage) | PM17000032    | Classé       | 1922  | weitere Bilder |